# لوران أمير بلجيكا
لوران أمير بلجيكا (19 أكتوبر 1963) هو ثاني أبناء ألبير الثاني ملك بلجيكا وزوجته باولا ملكة بلجيكا.